# J. N. Köbig

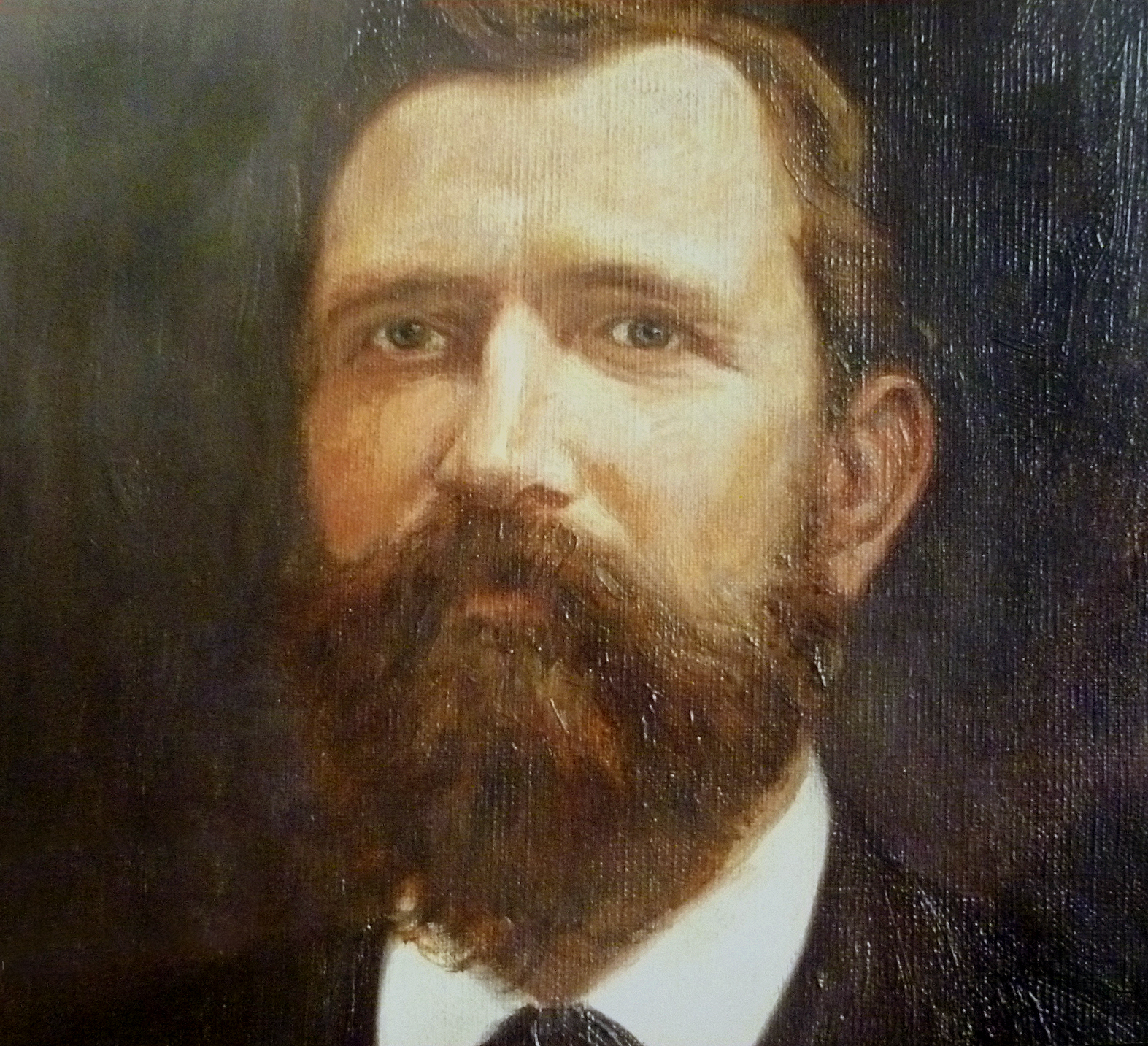
Firmengründer Johann Nikolaus Köbig

Die J. N. Köbig GmbH (Eigenschreibweise: J.N. Köbig GmbH) ist ein mittelständisches deutsches Handelsunternehmen für Baubedarf in den Bereichen Tiefbau, Hochbau und Trockenbau, Garten- und Landschaftsbau, Fliesen und Haustechnik (Sanitär/Heizung). Das Unternehmen mit Stammsitz in Mainz agiert als Vollsortimenter und ist in der fünften Generation im Familienbesitz. Es verfügt über weitere 12 Standorte in Rheinland-Pfalz, Hessen, Baden-Württemberg und Sachsen. Insgesamt werden von dem Baustoffgroßhandel mehrere hunderttausend Artikel angeboten.

## Geschichte
Der Ursprung des Unternehmens Köbig liegt im Jahr 1852 in Bad Kreuznach. Zu diesem Zeitpunkt gründete Nikolaus Schröder eine Werkstatt für die Marmor-Bearbeitung. Seine Gattin stammte aus der Familie Köbig. Ihr Neffe Johann Nikolaus Köbig übernahm das Unternehmen nach acht Jahren 1860. Weil das Geschäft florierte, wurde auch der Handel mit Baustoffen begonnen. Eine räumliche Expansion wurde notwendig. Das Unternehmen kaufte zum 1. April 1890 die Filiale der Heidelberger Ofenfabrik in Mainz. Noch im gleichen Jahr erfolgte die Umfirmierung in Ofenfabrik J. N. Köbig GmbH.
Nach Wilhelm Köbig und seinem Mitgesellschafter Heinrich Köhler in den 1920er- und 1930er-Jahren folgten Köbigs Schwiegersohn Heinz Thurn und Köhler-Nachfolger Rudolf Schmitt. Es war die Zeit nach der völligen Zerstörung von Mainz im Februar 1945, als 90 % der Köbig-Warenvorräte Opfer der vom Bombenhagel ausgelösten Feuer wurden. 1952 erfolgte ein Neubau in der Rheinallee in Mainz-Mombach.
Mit Heinz Thurns Tochter Helga (ab 1945) und Sohn Hans-Jürgen Thurn (ab 1957; gemeinsam mit Rolf Ollig) folgte die vierte Familiengeneration. Hans-Jürgen Thurn war neben seiner Tätigkeit als Geschäftsführer der J. N. Köbig GmbH in Mainz unter anderem auch Vorsitzender des Bundesverbands des Sanitär-Fachhandels mit Sitz in Bonn. Seine Söhne Stefan und Markus Thurn übernahmen als fünfte Generation im Jahr 1996 die Unternehmensleitung. Stefan Thurn ist darüber hinaus seit 2009 als Präsident des Bundesverbandes Deutscher Baustoff-Fachhändler tätig.
1969 erfolgte die Einweihung der ersten Bad- und Fliesenausstellung im Rhein-Main-Gebiet. In den Jahren 1997 (Firma Motzbäuchel, Bürstadt) und 2013 (Firma Ries, Darmstadt) erfolgte eine Expansion durch Firmenübernahmen. Zur Jahrtausendwende erfolgte die Eröffnung der Fliesen und Sanitärausstellung im „Haus der Fliesen“ in der Hanauer Landstraße in Frankfurt. In den Jahren 2003 (Eröffnung Fliesen-Logistikzentrums), 2010 (Eröffnung des Köbig BauParks mit 4.000 m² Ausstellungsfläche) und 2016 (Haustechnik-Zentrallager in Mainz-Hechtsheim mit 25.500 m² Grundfläche) erfolgten umfangreiche Investitionen am Hauptsitz in Mainz. In Bad Kreuznach wurde 2011 das erste Köbig Energie Zentrum eröffnet. Im Jahr 2015 konnte das 125-jährige Jubiläum der J. N. Köbig GmbH gefeiert werden.

## Struktur

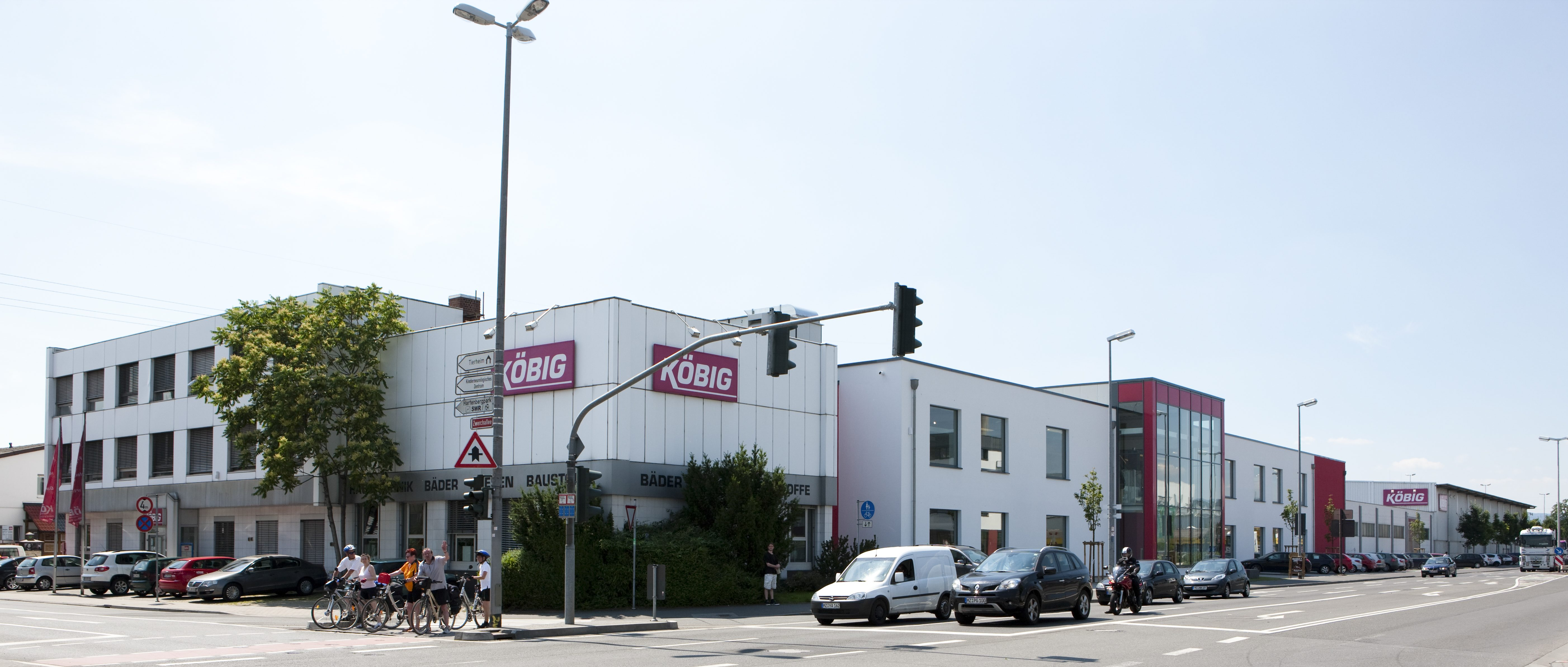
Köbig am Stammsitz Mainz

Das Unternehmen beschäftigte im Jahresdurchschnitt 2016 rund 650 Mitarbeiter. Die Ausbildungsquote lag 2016 bei 13 %. Dies entspricht fast 90 Auszubildenden in den Ausbildungsberufen Kaufmann im Groß- und Außenhandel, Fachkraft für Lagerlogistik und Berufskraftfahrer.
Neben dem Stammsitz in Mainz verfügt J. N. Köbig über weitere 12 Filialen in Alzey, Bad Kreuznach, Brauna, Bürstadt, Darmstadt, Eisenberg, Frankfurt am Main (2), Friedberg, Koblenz, Nackenheim und Wiesbaden. Ein weiterer Standort ist der Fliesentreff in Gensingen.
J. N. Köbig fokussiert sich auf den regionalen Markt – allen voran Mainz, wo der Firmensitz seit den 1990er-Jahren von 8.000 auf 45.000 Quadratmeter gewachsen ist.
In den vergangenen Jahren wurden rund 30 Mio. € in den Stammsitz in Mainz investiert. Im Oktober 2003 wurde ein Logistikzentrum für Fliesen und ein Verwaltungstrakt für sieben Mio. € eingeweiht. Im Jahr 2009 wurde für sieben Mio. € ein Gebäude für den Geschäftsbereich Haustechnik errichtet.

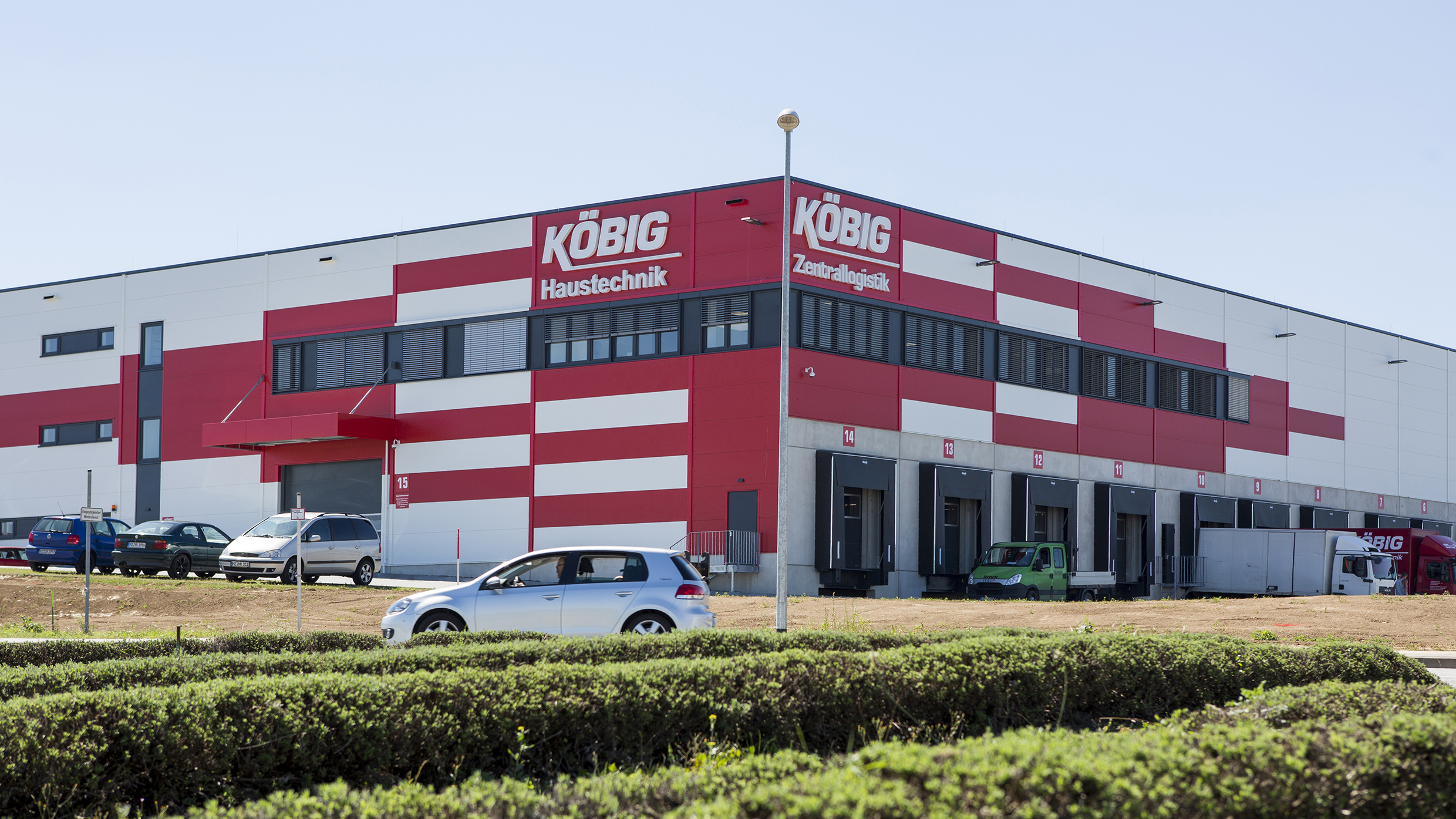
Haustechnik-Zentrallager in Mainz-Hechtsheim

Im Juni 2010 wurde in die Errichtung des KöbigBauPark fünf Mio. € investiert. Das Ausstellungszentrum mit einer Ausstellungsfläche von 4.000 Quadratmetern beinhaltet ein Haus-im-Haus-Konzept. Dieses Gebäude im Gebäude soll vor allem technische und bauliche Lösungen und Einbaubeispiele veranschaulichen.
Weitere elf Mio. Euro kostete ein neues Zentrallager für den Bereich Haustechnik. Dort werden seit Juni 2016 zunächst 15.000 (Gesamtkapazität 30.000) Artikel aus dem Produktspektrum Sanitär, Heizung und Installation in 10.000 Paletten-Stellplätze und 15.500 Kleinteile-Boxen bevorratet.